# Johanna Miklová-Leitnerová
Johanna Mikl-Leitnerová, německy Johanna Mikl-Leitner, (* 9. února 1964 Hollabrunn, Rakousko) je rakouská politička. Je členkou Rakouské lidové strany (ÖVP). Byla ministryní vnitra v první i druhé vládě Wernera Faymanna. Od 19. dubna 2017 je zemskou hejtmankou (Landeshauptfrau) Dolního Rakouska.

## Život
Po studiu na Ekonomické univerzitě ve Vídni pracovala jako učitelka na Obchodní akademii v Laa an der Thaya a pak ve Svazu průmyslníků. Byla rovněž náměstkyní ředitele vydavatelství Signum. Od roku 1995 do roku 1998 působila jako marketingová manažerka strany ÖVP v Dolním Rakousku, dalších pět let pak jako generální tajemnice dolnorakouské ÖVP. V roce 2003 se stala ministryní sociálních věcí a regionální politiky EU v Dolním Rakousku. Tuto funkci vykonávala až do roku 2011, kdy se stala ministryní vnitra. V této funkci zastávala poměrně přísnou politiku vůči masovému přistěhovalectví, které začalo na podzim roku 2015. Po odstoupení vlády Wernera Faymanna a vytvoření koalice mezi ÖVP a Svobodnou stranou Rakouska (FPÖ) ztratila Mikl-Leitnerová křeslo ministryně vnitra, protože toto ministerstvo si nárokovala FPÖ. Byla však zvolena zemskou hejtmankou Dolního Rakouska se sídlem v St. Pölten. Tuto funkci zastává od 19. dubna 2017 a vystřídala v ní dlouholetého hejtmana Dolních Rakous Erwina Prölla.
Johanna Mikl-Leitnerová je vdaná a má dvě dcery.